# ギルバート・ルイス
ギルバート・ニュートン・ルイス（Gilbert Newton Lewis, 1875年10月23日 - 1946年3月24日）は、アメリカ合衆国の物理化学者。共有結合の発見（ルイスの電子式）、重水の単離、化学熱力学を数学的に厳密で普通の化学者にも馴染める形で再構築、酸と塩基の定義、光化学実験などで知られている。1926年、放射エネルギーの最小単位を "photon"（光子）と名付けた。化学の専門家のフラタニティ Alpha Chi Sigma のメンバーだった。長く教授を務めたが、中でもカリフォルニア大学バークレー校に最も長く在籍した。

## 前半生
マサチューセッツ州ウェイマスで生まれ育った。現在のウェイマスには G.N. Lewis Way と名付けられた通りがある。ネブラスカ大学で3年学んだ後、ハーバード大学でセオドア・リチャーズに師事して博士号を取得。1年間ハーバード大学で講師を務めた後、ライプツィヒで物理化学者ヴィルヘルム・オストヴァルトに学び、ゲッティンゲンで物理学者ヴァルター・ネルンストに学んだ。ネルンストの研究室にいたころ両者の間に亀裂が生じ、生涯憎しみあうようになった。ネルンストの友人 Wilhelm Palmaer はノーベル化学賞選考委員だった。彼がその地位を利用して熱力学でノミネートされたルイスのノーベル賞受賞を3度阻止した証拠がある。
その後ハーバードに講師として戻って3年間過ごし、1904年にフィリピンの科学局の度量衡部門の管理者の職を得てマニラに赴く。翌年マサチューセッツ工科大学 (MIT) に教職員として採用され、マサチューセッツ州ケンブリッジに移った。MITではアーサー・エイモス・ノイズ率いる優秀な物理化学者グループの一員となった。1907年に助教授、1908年に準教授、1911年に正教授となった。1912年、MITを離れカリフォルニア大学バークレー校の教授兼化学部長となった。バークレー校には1948年にルイスの名を冠したホールが建てられた。

## 研究

立方体原子模型の例

1902年ごろ、ルイスは講義ノートに未発表の立方体原子模型を描き始めている。立方体の各頂点が電子のとりうる位置を表した原子模型である。1916年の化学結合についての論文で初めてこの考え方を公表した。
1908年、相対性理論についての論文をいくつか発表。その中で質量とエネルギーの関係をアルベルト・アインシュタインとは異なる形で導出した。1909年、リチャード・トルマンと共にその手法を特殊相対性理論と結合させた（ルイス＝トルマンの非ニュートン力学）。1912年、Edwin Bidwell Wilson と共に幾何学を時空に応用するだけでなく、時空の squeeze mapping やローレンツ変換の同一性に注目した数理物理学の重要な論文を発表した。
熱力学の分野においては活量の概念を生み出し、"fugacity"（フガシティー）という用語を作った。
1912年6月21日、ハーバード大学のロマンス諸語の教授の娘と結婚。息子2人と娘1人をもうけ、後に息子は2人とも化学の教授になった。
1913年、米国科学アカデミー会員に選ばれたが、1934年に辞任した。辞任理由は語っていないが、アカデミー内の政争や何らかの地位に任命されなかったことが原因と見られている。辞任を決意させた出来事として、1934年のノーベル化学賞を教え子だったハロルド・ユーリーが重水素の発見で単独で受賞したことが挙げられる。ルイスは重水素発見の元となった重水の精製と性質の研究をしており、教え子が受賞するなら自分の研究も受賞に値すると感じていた。
1916年、化学結合についての古典的論文 "The Atom and the Molecule"を発表し、その中で後に共有結合と呼ばれることになる電子の対を原子間で共有する化学結合の考え方を定式化している。また、不対電子を持つラジカルを "odd molecule" と定義した。この論文には電子式の記法や立方体原子模型も含まれていた。これらの化学結合についての考え方をアーヴィング・ラングミュアがさらに発展させ、ライナス・ポーリングの化学結合の研究に着想を与えることになった。
1919年、液体窒素中に酸素を溶かした溶液の磁性を研究し、O4 分子が形成されていることを発見した。これが四酸素の世界初の証拠となった。
強電解質が質量作用の法則に従わないことは20年間、物理化学の難題とされていたが、ルイスは1921年にそれを説明付ける経験式を初めて提案した。彼がイオン強度と称した経験式は、1923年に発表された強電界質のデバイ-ヒュッケルの式と合っていることが確認された。
1923年、電子対に着目した酸と塩基の定義を発表。「ルイス酸」は電子対を受け取る物質、「ルイス塩基」は電子対を供与する物質と定義された。同年、化学結合についての学術論文を発表。
ウィラード・ギブズにより、化学反応が平衡にまで進むかどうかは関与する物質の自由エネルギーによることがわかっていた。ルイスは25年の歳月を費やして様々な物質の自由エネルギーを特定していった。1923年、Merle Randall と共にその成果を発表。これが現代の化学熱力学の確立に大きな役割を果たした。
1926年、放射エネルギー（光）の最小単位を表す "photon"（光子）という言葉を作った。ネイチャー誌に送った手紙の中に記されていたのだが、その後の展開は彼の意図したものとは違っていた。手紙の中で彼はエネルギーの単位としてではなく構造要素として光子を提案し、「光子数」を新たな変数とする必要性を強調している。1905年にアルベルト・アインシュタインが提唱した「光の量子論」とは異なる理論だったが、"photon" という用語はアインシュタインが「光量子」（ドイツ語では Lichtquant）と呼んだものと同義に扱われることになった。
1933年、史上初の純粋な重水（酸化重水素）の精製に成功。重水中で生命が生存し成長できることを初めて研究した。アーネスト・ローレンスのサイクロトロンで重陽子（重水素の原子核）を加速する実験を行い、原子核の様々な特性を研究した。
また1930年代には後にノーベル化学賞を受賞したグレン・シーボーグを指導した。

## 晩年と死
これまでに挙げた以外にもルイスは様々な主題について論文を発表しており、光量子の性質から価格安定性のような経済学まで広範囲に渡っている。
晩年には、最後の教え子 Michael Kasha と共に有機分子の燐光が三重項状態（通常、スピンが逆向きのはずの電子対が励起されて同じ向きのスピンになった状態）によるものだと解明し、三重項状態の磁気特性を測定した。
1946年、ルイスがバークレーの研究室で死んでいるのを大学院生が発見した。液体シアン化水素を使った実験をしていて、極めて毒性の強い気体が室内に漏れ出していた。検死官は死因を冠状動脈の異常としたが、自殺だと信じる者もいた。バークレーの名誉教授 William Jolly は1987年にバークレーの化学部門の歴史を描いた From Retorts to Lasers を出版したが、その中で学部の上層部がルイスの死を自殺だと思っていたと記している。
ルイスが亡くなった日、アーヴィング・ラングミュアとルイスが昼食を共にしていたことを Michael Kasha が数年後に思い出した。ルイスとラングミュアは長年のライバル関係にあり、それはラングミュアがルイスの化学結合理論を発展させたころから続いていた。ルイスが何度もノーベル賞候補といわれながら受賞を逃してきたのに対して、ラングミュアは1932年にノーベル化学賞を受賞している。昼食から戻ってきたルイスは暗かったという証言もある。彼が死んでいるのを発見されたのはその数時間後だった。アメリカ議会図書館にあるラングミュアの論文から、その日ラングミュアが名誉学位を受け取るためにバークレー校にいたことが確認されている。

## 受賞歴
- 1921年 ウィリアム・H・ニコルズ賞（アメリカ化学会）
- 1924年 ウィラード・ギブズ賞（アメリカ化学会）
- 1929年 デービーメダル（王立協会）